# 줄리아노바
줄리아노바(이탈리아어: Giulianova)는 이탈리아 아브루초주 테라모도에 위치한 코무네다.

## 지리
살리넬로 강과 토르디노 강 사이에 있다. 줄리아노바는 두 지역으로 퍼져있는데, 언덕 위에 구 도심지역이 있는 파에세(Paese), 최근 해안지역에 개발된 일도(lido)로 구분된다.
관광업은 이 마을 경제의 큰 부분을 차지한다. 특히 지역의 해변이 유명하여 여름에는 로마, 밀라노 같은 큰 도시의 사람들뿐만 아니라, 멀리 독일과 프랑스의 관광객들도 찾아온다.

## 역사
로마시대 이전에는 프라이투티이족이 이곳에 정착했었다. 기원전 3세기에 로마인들은 줄리아노바 부근에 카스트룸 노붐이라는 식민지를 설치하였다. 중세시대에 카스트룸 디비 플라비아니(Castrum divi Flaviani)라고 불리던 카스트룸 노붐에 사는 사람들은 지역의 남작 줄리오 안토니오 아콰비바가 세운 언덕 마을인 줄리아(Giulia)로 이주를 하였다.